# Ideoblothrus grandis
Ideoblothrus grandis är en spindeldjursart som först beskrevs av William B. Muchmore 1972.  Ideoblothrus grandis ingår i släktet Ideoblothrus och familjen spinnklokrypare. Inga underarter finns listade i Catalogue of Life.